# District historique
Aux États-Unis, un district historique regroupe plusieurs bâtiments, propriétés ou lieux reconnus par différentes entités pour leur importance historique ou architecturale. Les bâtiments, structures, objets ou sites compris dans ces districts sont généralement divisés en deux catégories : contributeurs (en anglais : contributing) ou non-contributeurs (non-contributing). Il existe des districts historiques de toute taille : certains ne comptent quelques bâtiments tandis que d'autres en comptent des centaines.
Le gouvernement fédéral désigne des districts historiques à travers le National Park Service, émanation du département de l'Intérieur des États-Unis. Ces districts fédéraux sont listés sur le Registre national des lieux historiques (National Register of Historic Places), qui n'impose cependant pas de restrictions aux propriétaires des biens compris dans leur périmètre. Au niveau des États, les districts historiques peuvent ou non imposer des normes de réhabilitation. C'est au niveau local que les districts historiques sont les mieux protégés, les règles d'urbanisme étant définies par les comtés ou les municipalités.

## Histoire

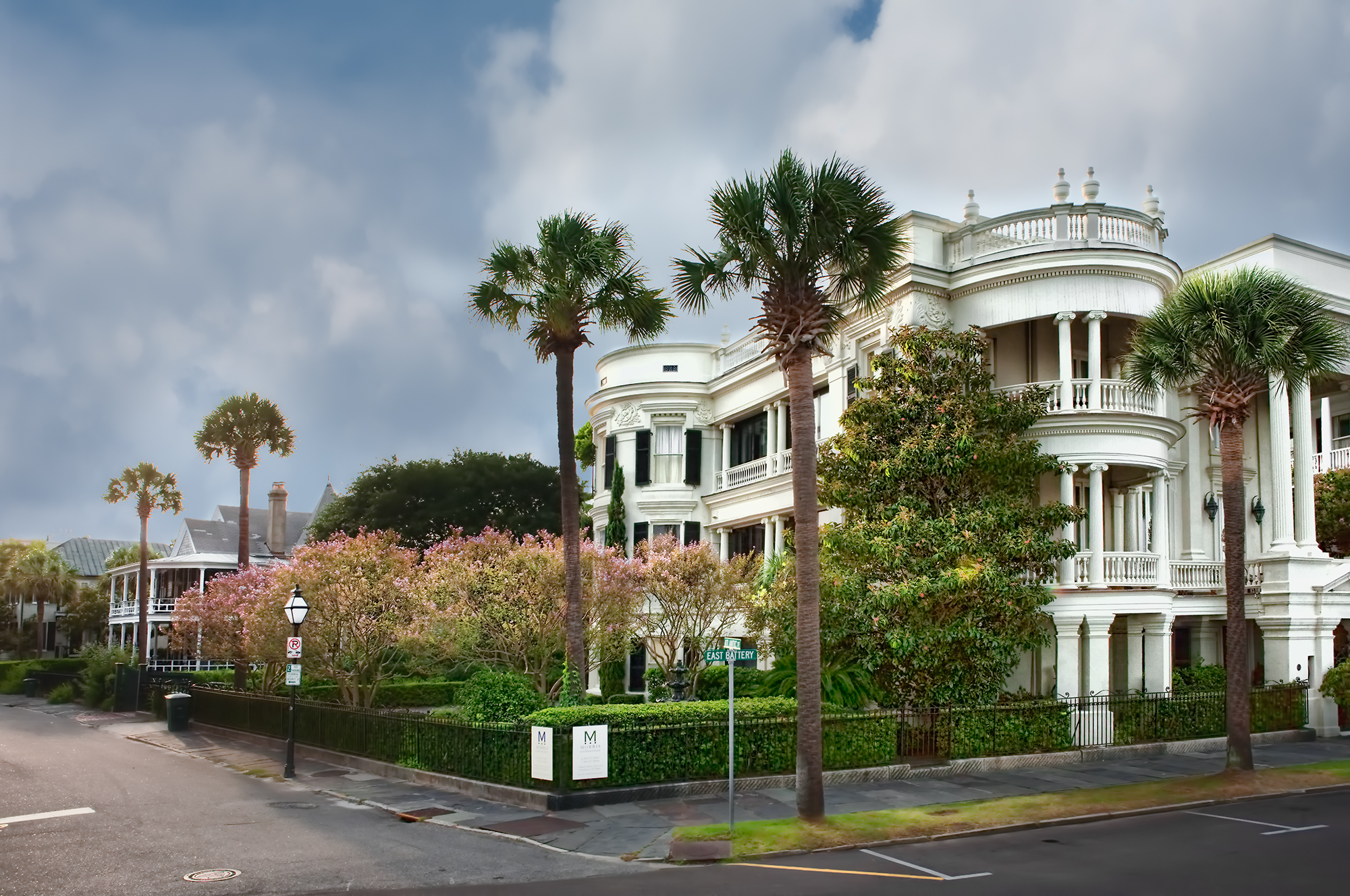
Le vieux Charleston est le premier district historique américain.

Le premier district historique américain est créé à Charleston (Caroline du Sud) en 1931, plus de trente ans avant la reconnaissance des districts historiques par le gouvernement fédéral américain. Charleston forme le « district ancien et historique » (Old and Historic District) par un arrêté municipal et met en place une commission architecturale pour le superviser. La Nouvelle-Orléans suit l'exemple sud-carolinien en 1937 en créant la commission du Vieux carré, qui dispose de pouvoirs pour maintenir le caractère historique du vieux carré français. D'autres municipalités suivent l'exemple, comme Savannah ou Philadelphie, qui approuve la création d'une commission historique en 1955.
À l'origine, le concept de district historique protège une « zone tampon » autour d'un monument historique lui-même protégé à titre individuel. Avec le développement de la protection patrimoniale et historique, ces zones ont été vues comme des éléments clés de l'intégrité historique de sites plus vastes. L'idée est désormais que des structures, des rues, des parcs et paysages peuvent contribuer au caractère historique d'un district.
En 1966, le gouvernement fédéral instaure le Registre national des lieux historiques, peu après un rapport de la Conférence des maires américains qui estimait que les Américains souffraient d'une « absence de racines ». Ce rapport demande aussi la protection de « zones et districts qui ont une signification particulière pour la communauté ». 
Dans l'arrêt Penn Central Transportation Co. v. New York City de 1978, la Cour suprême des États-Unis valide l'autorité des commissions locales et des districts historiques comme une utilisation légitime des pouvoirs de police du gouvernement. Dans cette affaire, la Penn Central Transportation Company attaque la loi instaurant la commission des lieux historiques de New York, qui refuse un projet immobilier modifiant le Grand Central Terminal. La société estime que la commission viole deux amendements de la constitution : le cinquième amendement (« nulle propriété privée ne pourra être réquisitionnée dans l'intérêt public sans une juste indemnité ») et le quatorzième amendement (« aucun État […] ne privera une personne […] de ses biens sans procédure légale régulière  »). Par six voix contre trois, la Cour suprême estime que la société n'est pas privée de ses biens. Elle ajoute que la préservation des ressources historiques constitue « un but gouvernemental totalement permis ».

## Types de propriétés

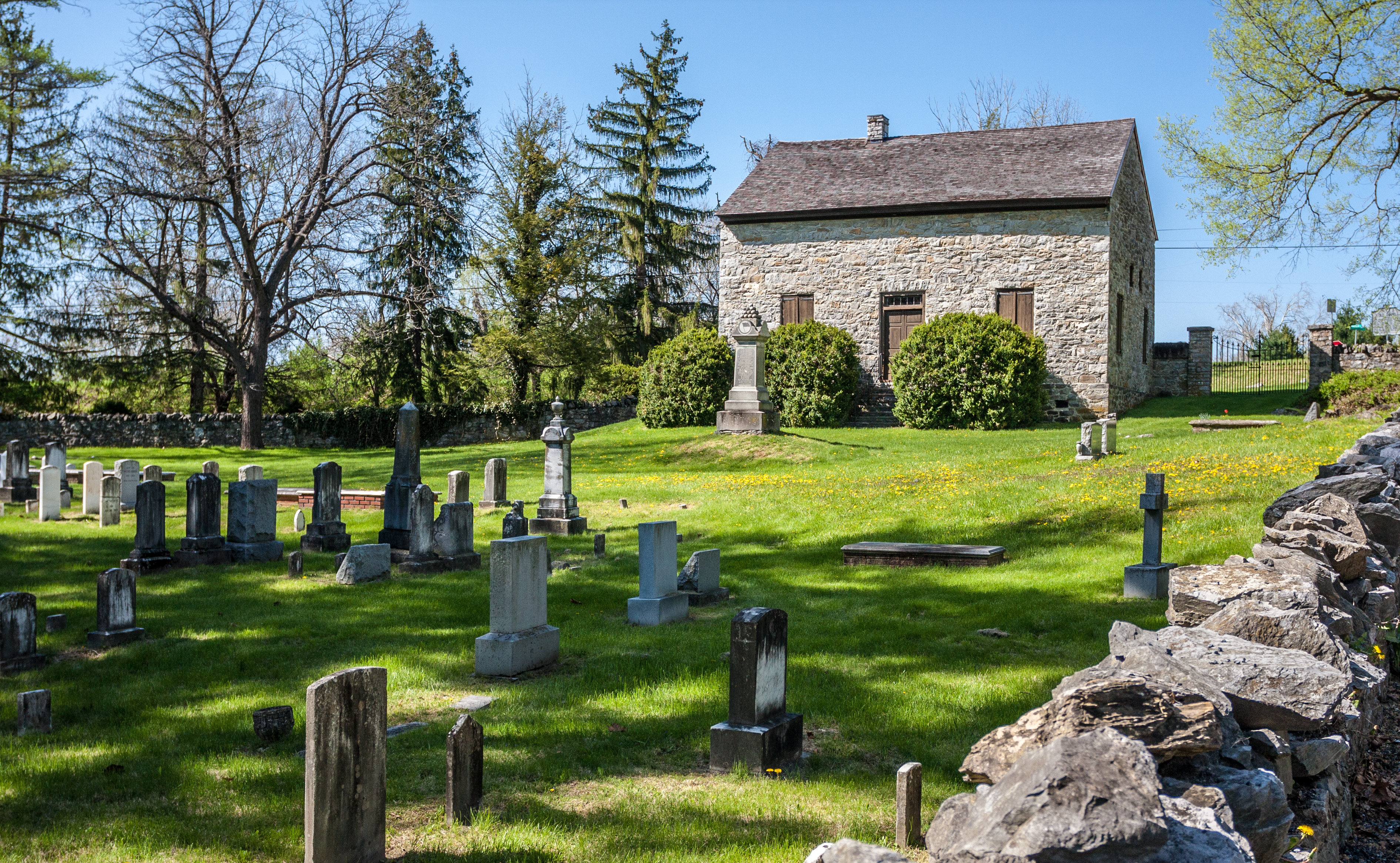
Le district historique rural de Chapel en Virginie s'étend sur et comprend 688 bâtiments, sites, structures et objets contributeurs et 455 propriétés non-contributrices.

Les districts historiques comprennent généralement deux types de propriétés : « contributrices » (en anglais : contributing) et « non-contributrices » (non-contributing). De manière générale, une propriété contributrice est un bien (mobilier ou immobilier) qui participe à l'intégrité historique ou à la qualité architecturale pour laquelle le district historique est reconnu. Ces propriétés font partie intégrante du contexte et du caractère historique du district.
Au contraire, une propriété non-contributrice est un bien qui se trouve au sein du district mais ne contribue pas au caractère ou à l'importance historique de celui-ci. C'est par exemple le cas de bâtiments qui ont été construits en dehors de la période reconnue comme historique, ou d'édifices qui ont été modifiés et ont perdu leurs caractéristiques de l'époque concernée.
Au-delà de cette distinction, le Registre national des lieux historiques classe les propriétés en cinq catégories : bâtiment, structure, site, district et objet. Au sein même des districts, les quatre autres catégories s'appliquent.

## Au niveau fédéral

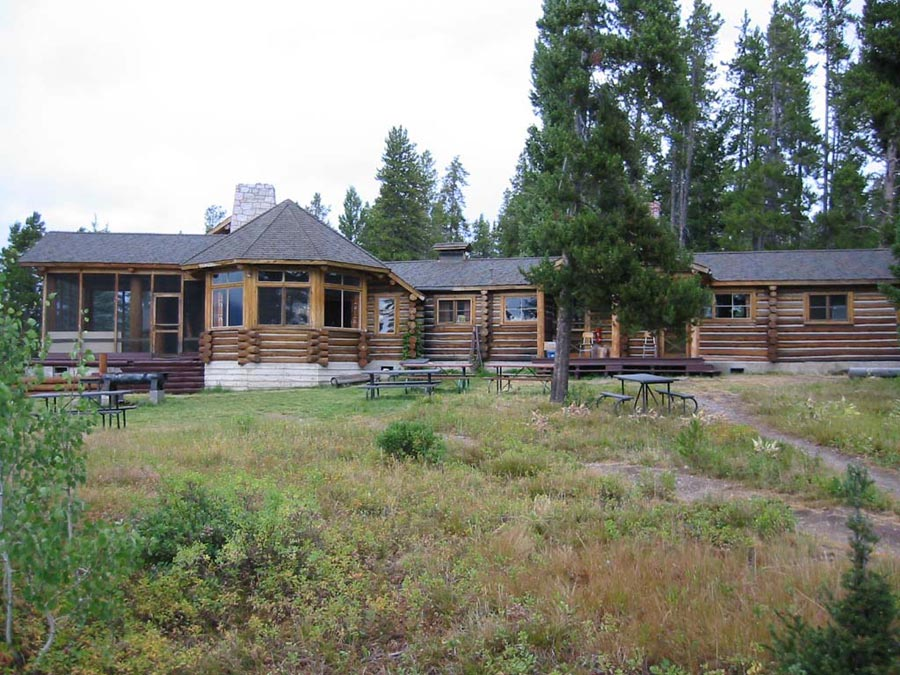
L'AMK Ranch, ancien ranch du comté de Teton, dans le Wyoming, un district historique inscrit au Registre national des lieux historiques depuis le 23 avril 1990.

Au niveau fédéral, les districts historiques sont reconnus par le biais du Registre national des lieux historiques (National Register of Historic Places ou NRHP). Il s'agit de la reconnaissance, par le gouvernement fédéral, que le district mérite d'être préservé. Ce statut n'est toutefois qu'en grande partie honorifique, permettant de recevoir des aides fédérales. La protection offerte par le NRHP ne vaut que vis-à-vis de l'État fédéral, si ce dernier n'est pas impliqué la propriété ou le district ne bénéficie d'aucune protection.

Le National Historic Preservation Act (en) de 1966, modifié en 2004, définit les districts historiques comme : 

« une zone géographiquement définissable, urbaine ou rurale, possédant une importante concertation, enchaînement ou continuité de sites, bâtiments, structures ou objets unis par des événements passés ou esthétiquement par intention ou développement physique. Un district peut aussi comprendre des éléments individuels séparés géographiquement mais reliés par association ou histoire. »

En général, les critères d'inscription au NRHP sont appliqués de manière stricte. Toutefois des exceptions peuvent exister, notamment pour les districts historiques. Ainsi, alors que les structures religieuses, les structures déplacées ou reconstruites ou les propriétés qui n'ont pris de l'importance qu'au cours des 50 dernières années ne sont pas concernées par le registre, elles peuvent y être inscrites dès lors qu'elles constituent une propriété contributrice d'un district historique qui remplit ces critères. Par ailleurs, si le propriétaire d'un bien peut en principe refuser l'inscription de celui-ci au registre, pour les districts historiques, il faut que la majorité des propriétaires s'y oppose.

## Au niveau étatique
La plupart des États ont instauré un registre analogue au Registre national des lieux historiques. Certains accordent des bénéfices similaires à la reconnaissance fédérale (avec des incitations fiscales) ; d'autres accordent une protection particulière. Par exemple, le Nevada n'impose aucune restriction aux propriétaires. Au contraire, la loi du Tennessee contraint les propriétaires d'un bien situé dans un district historique à respecter un certain nombre de lignes directrices lorsqu'ils modifient ce bien.
Bien que le National Historic Preservation Act de 1966 impose à chaque État la création d'un bureau de la protection historique (State Historic Preservation Office), tous les États n'ont pas mis en place de districts historiques à leur échelle. À titre d'exemple, la Caroline du Nord ne prévoyait pas une telle dénomination en 2004.

## Au niveau local

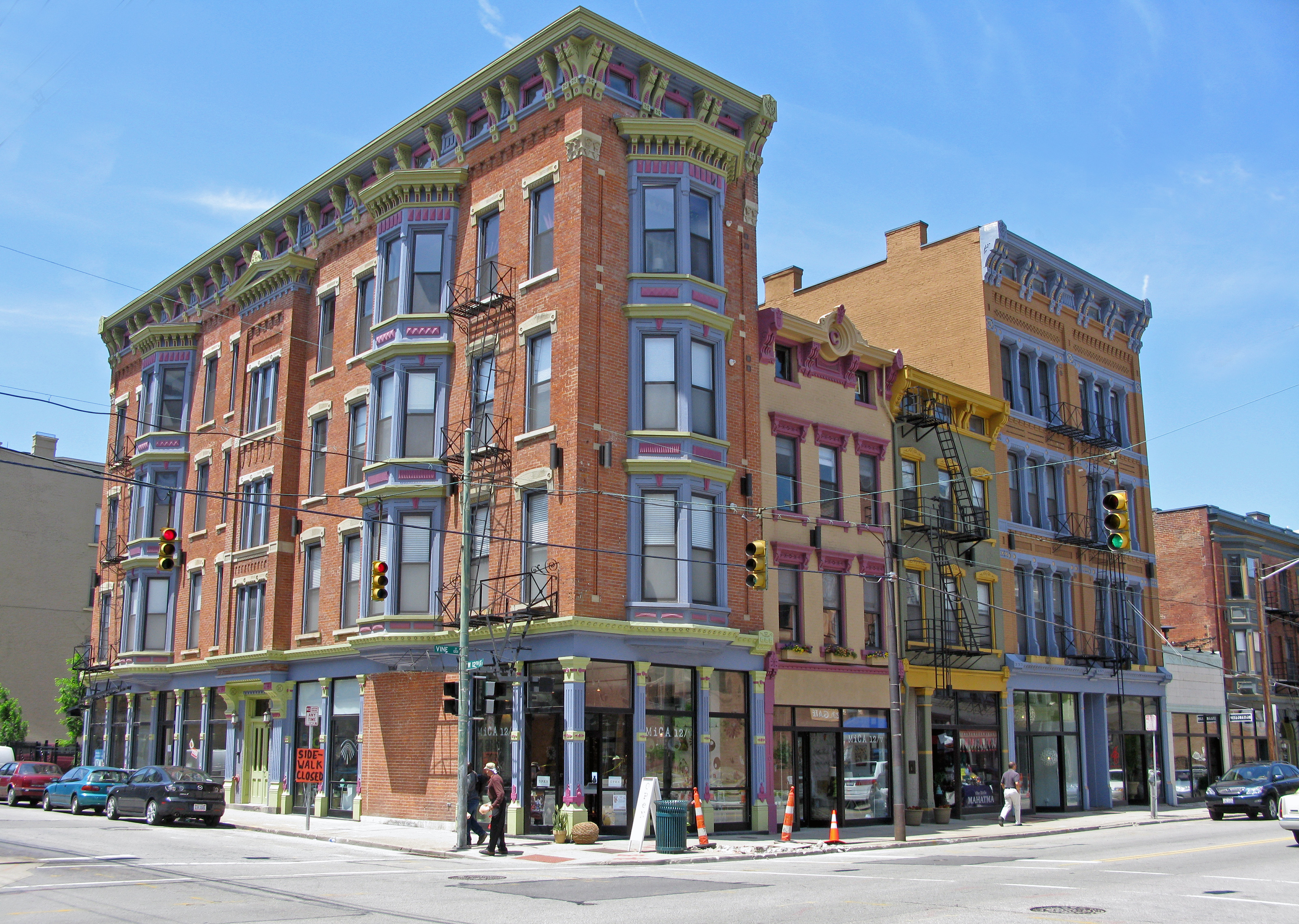
Over-the-Rhine, à Cincinnati, est l'un des plus grands districts historiques urbains des États-Unis.

Les districts historiques locaux permettent généralement une plus grande protection contre les risques de dégradation de leur caractère historique, la plupart des règles d'urbanisme étant décidées au niveau local. Ces compétences sont en effet du ressort des comtés ou des municipalités. L'identification et la délimitation des districts historiques se font au niveau local dans le respect des règles de droit. Tous les propriétaires doivent être informés de la volonté de créer un district historique et être à même de présenter leurs observations. Selon les États et les localités, l'accord des propriétaires peut être obligatoire pour inscrire leur bien dans un district historique. Les propriétaires de biens inclus dans les districts historiques se voient imposer des règles d'urbanisme propres ou, pour les plus petits districts, doivent suivre les recommandations du département de l'Intérieur des États-Unis pour la rénovation des bâtiments. Les modifications mineures font l'objet d'un contrôle des agents municipaux tandis que les changements plus importants requièrent en principe l'obtention d'un certificat d'opportunité (en anglais : Certificate of Appropriateness délivré par une commission historique ou architecturale.
D'après le National Park Service, les districts historiques sont l'une des plus anciennes formes de protection des monuments historiques aux États-Unis. Le « district ancien et historique » de Charleston (Old and Historic District) a lancé le développement de tels districts. L'ordonnance de création du district, de 1931, comprend déjà les principaux éléments des protections actuelles (avec l'établissement d'une commission architecturale) et interdit toute altération architecturale pouvant être vue de la rue. En 1981, le National Trust for Historic Preservation recense 882 municipalités ayant créé des règles d'urbanisme propres à des districts historiques. Dans les années 2000, Le National Park Service recense plus de 2 300 districts historiques locaux à travers les États-Unis.
Les districts locaux sont ceux qui rencontrent le plus d'opposition des particuliers,,, puisqu'ils imposent des normes particulières. Cependant, l'économiste Donovan Rypkema relève que plusieurs études mettent en évidence que la valeur des propriétés au sein des districts historiques augmente bien plus rapidement que le marché local. C'est notamment le cas à New York, entre 1980 et 2000. Une thèse de 2011 démontre par ailleurs que les saisies immobilières sont plus rares dans les districts protégés, dont le statut confère une certaine stabilité sur le marché immobilier (notamment durant la crise des subprimes).